# Martin Scharnagl
Martin Scharnagl (* 4. Januar 1988 in Lienz, Osttirol) ist ein österreichischer Musiker und Komponist im Bereich der Blasmusik.

## Leben
Seinen ersten Instrumentalunterricht am Schlagzeug erhielt Martin Scharnagl an der Musikschule St. Johann in Tirol. Nach seiner Pflichtschulzeit wechselte er ans Musikgymnasium Innsbruck, wo er die Matura absolvierte. Es folgte ein Musik- und Pädagogikstudium am Tiroler Landeskonservatorium bzw. an der Innsbrucker Niederlassung des Mozarteums bei Norbert Rabanser und Gunnar Fras, das er 2012 mit Auszeichnung abschloss. Zwischenzeitlich erhielt er beim Musikwettbewerb Prima la musica diverse Auszeichnungen auf Bundesebene und studierte außerdem am Mozarteum Innsbruck Blasorchesterleitung bei Edgar Seipenbusch.
Scharnagl ist bzw. war Mitglied der Bläserphilharmonie Tirol, der Jungen Philharmonie Tirol, des Orchesters und Chor des Musikgymnasiums Innsbruck, sowie des Ensembles Windkraft, der Capella Vocalis, des Orchesters des Tiroler Landeskonservatoriums, des Universitätsorchesters Innsbruck, der Perkussionformation Sticks on Fire. Im Jahr 2004 war er Gründungsmitglied von Viera Blech und ist bis heute deren Leitung.
Martin Scharnagl unterrichtet Schlagwerk an der Landesmusikschule Brixental und ist als Referent, Dirigent oder Juror bei etlichen Veranstaltungen und Wettbewerben zu Gast. Seit 2014 ist er Kapellmeister der Musikkapelle Kössen.
Seit Sommer 2013 veröffentlicht er seine Kompositionen beim Musikverlag Rundel, diese werden in vielen europäischen Ländern aufgeführt. Sein wohl bekanntestes Werk ist die Polka Von Freund zu Freund.
Scharnagl stammt aus Kössen in Tirol und ist in Reith bei Kitzbühel wohnhaft.

## Kompositionen (Auswahl)
- 2022: Chorale for Winds (Rundel)
- 2022: Auf die Schnelle – Schnellpolka (Rundel)
- 2022: Lebenswert – Walzer (Rundel)
- 2021: Impuls – Konzertmarsch (Rundel)
- 2020: A Bavarian Crossover – Polka Reggae (Rundel)
- 2020: Music Circle – Ouvertüre (Rundel eXplora)
- 2020: Fantastica – Konzertwerk (Rundel)
- 2020: Vaterfreuden – Polka (Rundel)
- 2019: Ehrenwert – Polka (Rundel)
- 2019: Little Sweet Bells – Konzertwerk (Rundel)
- 2018: Monumentum – Konzertwerk (Rundel)
- 2018: Priority – Konzertmarsch (Rundel)
- 2018: Servus Tirol – Marsch (Rundel)
- 2017: The Way Old Friends Do (Arrangement, Rundel)
- 2017: Zeitlos – Polka (Rundel)
- 2016: Alpine Inspirations – Ouvertüre (Rundel)
- 2016: Euphoria – Konzertmarsch (Rundel)
- 2016: Tranquillo – Walzer (Rundel)
- 2016: Young Fanfare (Rundel)
- 2015: Festivus Fanfare (Rundel)
- 2014: Augenblicke – Polka (Rundel)
- 2014: Mountain Wind – Konzertwerk (Rundel)
- 2014: Neue Wege – Polka (Rundel)
- 2013: Von Freund zu Freund – Polka (Rundel)
- 2008: Das Dorf in den Bergen – Ouvertüre (Tirol Musikverlag)
- 2008: Falling Leaves – Choral (Tirol Musikverlag)
- 2003: Bergluft – Konzertmarsch; opus 1 (TSS Musikverlag)